# Херцог на Уелингтън
Вижте пояснителната страница за други значения на Уелингтън.
Херцог на Уелингтън е наследствена благородническа титла в Обединеното кралство, наименувана на град Уелингтън, графство Съмърсет, Англия.
Първият носител на титлата е Артър Уелсли, 1-ви херцог на Уелингтън (1769-1852), известен военачалник и държавник. Обикновено той се има предвид, когато се говори за „херцога на Уелингтън“ без допълнителни уточнения. Най-известната му военна победа е тази над Наполеон I в битката при Ватерло, заедно с пруския фелдмаршал Блюхер.